# Johannes Trümpler
Johannes Trümpler (* 1981 in Püttlingen/Saarland) ist ein deutscher Kirchenmusiker und Konzertorganist.

## Werdegang
Nach einer bereits zu Schulzeiten absolvierten kirchenmusikalischen C-Ausbildung in seiner saarländischen Heimat nahm Johannes Trümpler ein Studium an der Musikhochschule Köln auf, wo er im Fach Orgel von Johannes Geffert und Thierry Mechler, im Fach Klavier von Klaus Oldemeyer unterrichtet wurde.
Nach Ende seines Studiums war er neun Jahre lang Organist der Benediktiner-Abtei Maria Laach, wo er neben seinen liturgischen Aufgaben eine Orgel-Konzertreihe von überregionaler Ausstrahlung begründete.
Von April 2015 bis Juni 2021 war er als Nachfolger von Thomas Lennartz Dresdener Domorganist. Er unterrichtet Liturgisches Orgelspiel an der Hochschule für Kirchenmusik Dresden und an der Hochschule für Musik und Theater Leipzig.
Als Konzertorganist gastierte er im In- und Ausland. Bisherige Auftritte führten ihn nach Frankreich, Belgien, Großbritannien, Norwegen, Österreich, die Schweiz, die Slowakei, die USA ebenso wie nach Russland oder Venezuela.
Neben seiner künstlerischen Tätigkeit arbeitete er von 2015 bis 2021 auch als Referent für Kirchenmusik des Bistums Dresden-Meißen, wo er unter anderem an der Erstellung eines flächendeckenden Konzepts für die diözesane Kirchenmusik mitgewirkt hat.
Seit September 2022 arbeitet Johannes Trümpler als Kantor der Pfarrgemeinde St. Marien in Schwerte und Dekanatskirchenmusiker für das Dekanat Unna. Seit dem Wintersemester 2022/23 unterrichtet er Liturgisches Orgelspiel im Rahmen eines Lehrauftrags an der Ev. Hochschule für Kirchenmusik in Herford.

## CD-Einspielungen
- Synthesen. Selbstverlag 2008.
- Waldszenen – J. Trümpler an der Stahlhuth-Orgel Maria Laach. Motette-Verlag 2013.
- Bach!? – Kathedralorganist Johannes Trümpler spielt Bach und Bachbearbeitungen an der Sibermann-Orgel. Motette-Verlag 2017.